# آمادو دیا با
آمادو دیا با (انگلیسی: Amadou Dia Ba؛ زادهٔ ۲۲ سپتامبر ۱۹۵۸) دونده اهل سنگال بود.